# 本田惠利奈
本田惠利奈（日语：／ Honda Erina，1994年3月15日—），日本女子羽毛球運動員。北海道出生，畢業於滝川江陵中学校、深川西高校及北翔大学，其後加入日立化成，現隸屬於庶務、保安部，並為羽毛球隊的成員。

## 簡歷
2016年2月，本田惠利奈出戰雪梨羽毛球國際賽，與清水望合作拿得女子雙打亞軍。
2017年3月，本田惠利奈與清水望出戰越南羽毛球國際挑戰賽，贏得二人首個國際賽事的冠軍。同年10月，二人又在捷克羽毛球公開賽赢得女雙冠軍。

## 主要比賽成績
只列出曾進入準決賽的國際賽事成績：
| 年份   | 賽事                 | 公開賽級別 | 項目     | 拍檔   | 成績   |
| ------ | -------------------- | ---------- | -------- | ------ | ------ |
| 2016年 | 雪梨羽毛球國際賽     | 國際系列賽 | 女子雙打 | 清水望 | 亞軍   |
| 2017年 | 越南羽毛球國際挑戰賽 | 國際挑戰賽 | 女子雙打 | 清水望 | 冠軍   |
| 2017年 | 捷克羽毛球公開賽     | 國際挑戰賽 | 女子雙打 | 清水望 | 冠軍   |
| 2018年 | 越南羽毛球國際挑戰賽 | 國際挑戰賽 | 女子雙打 | 清水望 | 準決賽 |
| 2018年 | 大阪羽毛球國際挑戰賽 | 國際挑戰賽 | 女子雙打 | 清水望 | 準決賽 |
| 2018年 | 南澳洲羽毛球國際賽   | 國際挑戰賽 | 女子雙打 | 清水望 | 冠軍   |
| 2019年 | 芬蘭羽毛球公開賽     | 國際挑戰賽 | 女子雙打 | 清水望 | 冠軍   |
| 2019年 | 俄羅斯羽毛球公開賽   | 超級100賽  | 女子雙打 | 清水望 | 準決賽 |
| 2019年 | 越南羽毛球公開賽     | 超級100賽  | 女子雙打 | 清水望 | 準決賽 |

| 2007-2017年 | 首要超級賽 | 超級賽 | 黃金大獎賽 | 大獎賽 | 國際挑戰賽 | 國際系列賽 | 未來系列賽 | 其他 |

| 2018-2026年 | 總決賽 | 超級1000賽 | 超級750賽 | 超級500賽 | 超級300賽 | 超級100賽 | 國際挑戰賽 | 國際系列賽 | 未來系列賽 | 其他 |